# Canton d'Orliac
Le canton d'Orliac est un ancien canton français du département de la Dordogne. Il faisait partie du district de Belvès. Le canton avait pour chef-lieu Orliac.

## Histoire
Le canton d'Orliac est créé en 1790 sous la Révolution en même temps que les départements. Il dépend du district de Belvès jusqu'en 1795, date de suppression des districts.
Lorsque ce canton est supprimé par la loi du 8 pluviôse an IX (28 janvier 1801)  portant sur la « réduction du nombre de justices de paix », ses communes sont alors réparties entre le canton de Belvès (Doissat, Fongalop, Sainte-Foy-de-Belvès et Salles-de-Belvès), et le canton de Villefranche-de-Belvès (Orliac, Prats-du-Périgord et La Trappe), dépendant tous deux de l'arrondissement de Sarlat.

## Composition
Il était composé de sept communes :
- Doissac[2]
- Fongalot[3]
- Latrape[4]
- Orliac[1]
- Prat[5]
- Sainte Foi[6]
- Salles[7]